# 미드나이트 (2021년 영화)
《미드나이트》는 2021년에 개봉한 대한민국의 영화이다.

## 줄거리
청각장애를 지닌 '경미'는 귀가하던 중 피를 흘리며 쓰러진 여성 '소정'을 목격한다. 그녀를 도우려던 순간, 경미는 연쇄살인범 '도식'의 새로운 표적이 되고 만다.
살기 위한 본능으로 도망치기 시작한 경미는 자신에게 다가오는 위협조차 들을 수 없는 상황 속에서 극한의 공포를 마주한다. 도식은 또 다른 얼굴로 나타나 경미를 교묘하게 뒤쫓으며 그녀를 위협하고, 한밤중 서울 도심은 살인마와 표적 사이의 치열한 추격전으로 물든다.
소리를 들을 수 없는 여성이 직면한 생사의 갈림길, 침묵 속에서 더욱 날카롭게 펼쳐지는 스릴러로 극한의 긴장감이 교차하는 음소거 추격극이 지금 시작된다.

## 캐스팅
- 진기주 : 경미 역 (대역 : 오유진, 조혜경, 이유진, 오현정) - 본작의 여주인공. 소리를 들을 수 없는 목격자.
- 위하준 : 도식 역 (대역 : 윤정섭, 이승창) - 본작의 메인 빌런, 만악의 근원이자 최종 보스. 두 얼굴의 연쇄살인마.[1]
- 박훈 : 종탁 역 (대역 : 이병희) - 본작의 선역 남주인공. 덫에 걸린 파수꾼.
- 길해연 : 경미 엄마 역 - 이상한 낌새를 눈치챈 경미의 엄마.
- 김혜윤 : 소정 역 - 오늘 밤 사건의 시작.
- 송유현 : 고 과장 역
- 안상은 : 상담원 1 역
- 전아희 : 상담원 2 역
- 변주우 : 상담원 3 역
- 문서윤 : 상담원 4 역
- 정해리 : 상담원 5 역
- 박선혜 : 상담원 6 역
- 정우연 : 상담원 7 역
- 김민하 : 상담원 8 역
- 임성미 : 공단녀 역
- 나윤성 : 남 대리 역
- 신미영 : 여사장 역
- 공태인 : 경찰 1 역
- 박지훈 : 경찰 2 역 (목소리: 전재홍, 정성룡)
- 정원창 : 경찰 3 역
- 장덕주 : 경찰 4 역
- 정상훈 : 경찰 5 역
- 강성원 : 경찰 6 역
- 양도현 : 경찰 7 역
- 배은우 : 경찰 8 역
- 김진솔 : 군인 1 역
- 황대현 : 군인 3 역
- 승유 : 콜센터 영상녀 1 역
- 오지영 : 콜센터 영상녀 2 역
- 차택균 : 해변남 역
- 한은영 : 해변녀 역
- 황성환 : 시신 역
- 장유 : 취객 역
- 장이주 : 행인 1 역
- 신지이 : 행인 2 역
- 정연규 : 행인 3 역
- 이상은 : 행인 4 역
- 장용희 : 행인 5 역
- 김성민 : 행인 6 역
- 강인서 : 남사원 1 역
- 최민우 : 남사원 2 역
- 이정현 : 남사원 3 역
- 이진성 : 남사원 4 역
- 이재석 : 남사원 5 역
- 손정은 : 불량녀 1 역
- 천인서 : 불량녀 2 역
- 차재근 : 불량남 1 역
- 김규래 : 불량남 2 역
- 구윤모 : 불량남 3 역
- 정수현 : 불량남 4 역
- 정완희 : 동료 역
- 이진목 : 관리인 역
- 노수민 : 커플남 역
- 나은샘 : 커플녀 역
- 권영민 : 남친 역
- 이세희 : 여친 역
- 이승철 : 버스 기사 역
- 강성용 : 버스아저씨 역
- 정혜경 : 버스아줌마 역
- 윤부진 : 수선아줌마 역
- 임승민 : 초등학생 역
- 김온유 : 시민 목소리 역
- 김지은 : 시민 목소리 역
- 김해인 : 시민 목소리 역
- 김희연 : 시민 목소리 역
- 노채원 : 시민 목소리 역
- 문경태 : 시민 목소리 역
- 최지훈 : 시민 목소리 역
- 박혜미 : 시민 목소리 역
- 이지흘 : 시민 목소리 역
- 장하영 : 시민 목소리 역
- 정현진 : 시민 목소리 역
- 함재훈 : 시민 목소리 역
- 김인우 : 부장 역 (특별출연)
- 김유리 : 뉴스앵커 역 (특별출연)
- 김광식 : 중년남 역 (특별출연)
- 이유준 : 싸인남 역 (특별출연)
- 태원석 : 군인 2 역 (특별출연)

## 수상
- 2021년 제21회 뉴욕 아시아 영화제 후보 장르 마스터 영화
- 2021년 제25회 판타지아 영화제 후보 장편 영화